# Embaixada da Albânia em Brasília
A Embaixada da Albânia em Brasília é a principal representação diplomática albanesa no Brasil. O atual embaixador é Rezar Bregu, no cargo desde dezembro de 2018.
Está localizada no Setor de Mansões Dom Bosco, Conjunto 4, lote 3, casa D, no Lago Sul. A embaixada da Albânia é a única opção consular do país no Brasil.
A embaixada realiza os serviços protocolares das representações estrangeiras, como o auxílio aos albaneses que moram no Brasil e aos visitantes vindos da Albânia e também para os brasileiros que desejam visitar ou se mudar para o país europeu. A comunidade brasileira na Albânia é pequena, sendo a maioria missionários religiosos evangélicos e católicos e jogadores de futebol.
A embaixada também é responsável pelas relações com o Brasil nas áreas política, econômica e cultural. Apesar do comércio entre os países ser bastante limitado, com trocas de 45,8 milhões, mas com potencial de melhorias em áreas como a agricultura.